# Maurice Gee
Maurice Gee (Whakatane, 22 agosto 1931 – Nelson, 12 giugno 2025) è stato uno scrittore e anglista neozelandese.

## Biografia
Maurice Gough Gee nacque il 22 agosto 1931 a Whakatane, nella regione della Baia dell'Abbondanza dal carpentiere Leonard e da Lyndahl Chapple.
Dopo gli studi all'Avondale College, ottenne un M.A. in inglese all'Università di Auckland nel 1953 perfezionandosi l'anno successivo all'Auckland Teachers College.
Insegnò per due anni a Paeroa e, dopo aver svolto diversi mestieri, nel 1961 divenne professore in Inghilterra e successivamente assistente bibliotecario a Wellington.
Dopo aver pubblicato alcuni racconti, esordì nel 1962 con il romanzo The Big Game (nel quale già espresse i temi ricorrenti della sua poetica: contrasti familiari, violenza e ricerca della libertà) e raggiunse la popolarità con la Trilogia Plumb e con alcune opere per ragazzi trasposte in pellicola.
Ottenne numerosi riconoscimenti tra i quali vi fu il James Tait Black Memorial Prize del 1978 per il romanzo Plumb.

## Opere principali

### Romanzi
- The Big Game (1962)
- A Special Flower (1965)
- In My Father's Den (1972)
- Games of Choice (1976)
- Plumb (1978)
- Meg (1981)
- Sole Survivor (1983)
- Prowlers (1987)
- The Burning Boy (1990)
- Going West (1992)
- Crime Story (1994), Tissi, Angelica, 2007 traduzione di Lucia Angelica Salaris ISBN 978-88-7896-004-6.
- Live Bodies (1998)
- The Scournful Moon (2003)
- Blindsight (2005)
- Salt (2007)
- Gool (2008)
- Access Road (2009)
- The Limping Man (2010)

### Trilogia Plumb
- Plumb (1978)
- Meg (1981)
- Sole Survivor (1983)

### Racconti
- A Glorious Morning, Comrade (1975)
- Collected Stories (1986)

### Letteratura per ragazzi
- Under the Mountain (1979)
- The World Around the Corner (1980)
- The Halfmen of O (1982)
- The Priests of Ferris (1984)
- Motherstone (1985)
- The Fire-Raiser (1986)
- The Champion (1989)
- The Fat Man (1995)
- Loving Ways (1996)
- Orchard Street (1998)
- Hostel Girl (1999)
- Ellie and the Shadow Man (2001)

## Filmografia
- Fracture, regia di Larry Parr (2004) (soggetto)
- In My Father's Den, regia di Brad McGann (2004) (soggetto)
- Under the Mountain, regia di Jonathan King (2009) (soggetto)

## Televisione
- Under the Mountain Serie TV (1981)

## Premi e riconoscimenti
- James Tait Black Memorial Prize: 1978 per Plumb